# 7171 Arthurkraus
7171 Arthurkraus è un asteroide della fascia principale. Scoperto nel 1988, presenta un'orbita caratterizzata da un semiasse maggiore pari a 2,3311481 UA e da un'eccentricità di 0,1438449, inclinata di 2,75618° rispetto all'eclittica.